# GNU AVR toolchain
GNU AVR toolchain, или AVR GCC toolchain, — наименование набора распространяемых по лицензии GPL, LGPL пакетов программ, необходимых для компиляции из исходных текстов выполняемого кода программ для микроконтроллеров AVR. Основу составляют утилиты avr-binutils, avr-gcc, avr-libc, в дополнение к ним применяются утилиты внутрисхемного программирования (uisp, Avrdude), а также симуляции и отладки (avr-gdb, SimulAVR, AVaRICE).
Эти программы в скомпилированном для Windows виде входят в распространяемый фирмой Atmel стандартный набор программ разработки для микроконтроллеров AVR, а также популярный набор программ разработки WinAVR.

## avr-libc
Версия стандартной библиотеки C, учитывающая архитектурные особенности платформы AVR, в частности, гарвардскую архитектуру.

## uisp
Внутрисхемный программатор для микроконтроллеров AVR и AT89S, способный взаимодействовать с аппаратурой многих программаторов.

## AVaRICE
Внутрисхемный отладчик, использующий стандартный JTAG — интерфейс для микроконтроллеров AVR.